# Goessel
Goessel és una població dels Estats Units a l'estat de Kansas. Segons el cens del 2000 tenia 565 habitants.

## Demografia
Segons el cens del 2000, Goessel tenia 565 habitants, 203 habitatges, i 142 famílies. La densitat de població era de 727,2 habitants/km².
Dels 203 habitatges en un 28,6% hi vivien nens de menys de 18 anys, en un 63,1% hi vivien parelles casades, en un 6,4% dones solteres, i en un 30% no eren unitats familiars. En el 27,6% dels habitatges hi vivien persones soles el 17,2% de les quals corresponia a persones de 65 anys o més que vivien soles. El nombre mitjà de persones vivint en cada habitatge era de 2,44 i el nombre mitjà de persones que vivien en cada família era de 2,98.
Per edats la població es repartia de la següent manera: un 21,6% tenia menys de 18 anys, un 7,4% entre 18 i 24, un 22,8% entre 25 i 44, un 16,1% de 45 a 60 i un 32% 65 anys o més.
L'edat mediana era de 43 anys. Per cada 100 dones de 18 o més anys hi havia 71 homes.
La renda mediana per habitatge era de 33.250 $ i la renda mediana per família de 42.727 $. Els homes tenien una renda mediana de 30.313 $ mentre que les dones 18.750 $. La renda per capita de la població era de 14.106 $. Entorn del 2,2% de les famílies i el 14,2% de la població estaven per davall del llindar de pobresa.

## Poblacions més properes
El següent diagrama mostra les poblacions més properes.